# جامعة الإمام الخميني الدولية
جامعة الإمام الخميني الدولية هي واحدة من الجامعات في إيران التي تأسست بعد الثورة الإسلامية. تم التصديق على مشروع القانون من جامعة الدستور من قبل البرلمان الإيراني في يناير كانون الثاني عام 1984.

## بيانات إحصائية شاملة
- سنة التأسيس: ١٩٩٢
- المساحة: ٤١٢ هكتارًا
- عدد الكليات: ٦ كليات
- مسجد الجامعة: المساحة: ٢٤٧٠ مترًا مربعًا
- مكتبة الجامعة المركزية: المساحة: ٤٠٦٢ مترًا مربعًا
- عدد برامج الدبلوم المقبولة: ١٣
- عدد برامج البكالوريوس غير المستمرة المقبولة: ٣
- عدد برامج البكالوريوس المستمرة المقبولة: ٣٩
- عدد برامج الماجستير المستمرة المقبولة: برنامج واحد
- عدد برامج الماجستير غير المستمرة المقبولة: ٦٠
- عدد برامج الدكتوراه المقبولة: ٣١
- عدد أعضاء هيئة التدريس: ٣٠١
- عدد الطلاب الإيرانيين وغير الإيرانيين: ما يقرب من ١٠٠٠٠

## الكليات
- تضم جامعة الإمام الخميني الدولية حاليًا ست كليات، ومركزًا واحدًا، ومعهدَين بحثيين.
- كلية التكنولوجيا والهندسة برئاسة نوشين بيغدالي
- كلية العمارة والتخطيط العمراني برئاسة يوسف جورجي
- كلية العلوم الأساسية برئاسة علي ريحاني
- كلية الآداب والعلوم الإنسانية برئاسة عبد العالي البويه
- كلية العلوم الاجتماعية برئاسة صادقي
- كلية العلوم والبحوث الإسلامية برئاسة نوريان
- كلية الزراعة والموارد الطبيعية برئاسة بيجن نظري
- مركز تعليم اللغة الفارسية (للطلاب الأجانب) برئاسة سيد محسن حسيني موخر
- معهد أبحاث الدراسات المستقبلية برئاسة سيد محمد مهدي أبطحي

## حديقة العلوم والتكنولوجيا الجامعية
في عام ٢٠٠٦، قرر مسؤولو الجامعة إنشاء حديقة علوم وتكنولوجيا إقليمية مجاورة للجامعة بهدف استكمال الروابط الوسيطة بين القطاعات الاقتصادية في المنطقة (الصناعة، الزراعة، الطب) والقطاعات العلمية والتعليمية في المنطقة (الجامعات ومؤسسات البحث)، ولتمكين الأكاديميين من الاستفادة من المزايا الاقتصادية وأنشطتهم البحثية. وفي أعقاب هذه الإجراءات، أصدر المسؤولون الإقليميون والوزاريون، تنفيذًا لموافقات مجلس الوزراء الإقليمية، خطاب موافقة مبدئية على حديقة العلوم والتكنولوجيا بجامعة الإمام الخميني الدولية من وزير العلوم والبحث والتكنولوجيا.